# Sloe Gin (Lied)
Sloe Gin ist ein von Bob Ezrin und Michael Kamen komponierter langsamer Bluesrock-Song des englischen Sängers und Schauspielers Tim Curry aus dem Jahr 1978. Der Text des Songs beschreibt einen eher depressiv verlaufenden einsamen Abend (I’m so fuckin’ lonely and I feel like I’m gonna die...) nach einigen Gläsern Schlehenlikör (englisch Sloe Gin).

## Versionen

### Tim Curry
Nach einem zurückhaltenden instrumentalen Beginn entwickelt sich der gut 6-minütige Song erst durch die anfangs verhaltene, nahezu flüsternde Gesangsstimme; der Mittelteil wird bestimmt durch ein Gitarrensolo von Dick Wagner. Etwa anderthalb Minuten vor dem Ende des Stücks bricht die Musik für etwa fünf Sekunden ab und beginnt (ohne Gesang) langsam von Neuem – gegen Ende ist nur noch eine sich entfernende Fahrzeugsirene zu hören.

### Joe Bonamassa
Joe Bonamassa übernimmt in seiner 8:15 Min. langen Aufnahme aus dem Jahr 2007 weitgehend den Songaufbau und den Charakter der Tim-Curry-Version. Im Text ersetzt er jedoch das Wort fuckin’ durch das weniger vulgäre damn.

### Christan Vegh
Die Version des in Detroit, Michigan, geborene aber in Ontario, Kanada, aufgewachsenen Gitarristen Christian Vegh überzeugt ebenfalls durch ausdrucksstarkes Gitarrenspiel.